# Alla möter alla‐turnering
Alla möter alla-turnering eller round‑robin (engelska) är en tävlingsform, där alla deltagare (individer eller lag) möter varandra.
Antalet matcher i en turnering bestäms av formeln {\displaystyle {\begin{matrix}{\frac {n}{2}}\end{matrix}}(n-1)}, där n är antalet deltagare.